# Ũ̌
Ũ̌ (minuscule : ũ̌), appelé U tilde caron, est une lettre latine utilisée dans l’orthographe standardisée des langues du Congo-Kinshasa dont le ngbaka minangende et dans l’écriture du bassa (langue krou), du lyélé.
Elle est formée de la lettre U avec un tilde suscrit et un caron.

## Utilisation
En ngbaka minangende, le ‹ ũ̌ › est utilisé dans les ouvrages linguistiques pour représenter la voyelle /u/ nasalisée avec un ton montant ; la nasalisation est indiquée à l’aide du tilde, et le ton est indiqué à l’aide du caron. Dans l’orthographe, le ton est habituellement indiqué uniquement lorsqu’il y a ambigüité.

## Représentations informatiques
Le U tilde caron peut être représenté avec les caractères Unicode suivants : 
- précomposé (latin étendu A, diacritiques) :

| formes    | représentations | chaînes de caractères | points de code | descriptions                                      |
| --------- | --------------- | --------------------- | -------------- | ------------------------------------------------- |
| capitale  | Ũ̌               | Ũ◌̌                    | U+0168 U+030C  | lettre majuscule latine u tilde diacritique caron |
| minuscule | ũ̌               | ũ◌̌                    | U+0169 U+030C  | lettre minuscule latine u tilde diacritique caron |

- décomposé (latin de base, diacritiques) :

| formes    | représentations | chaînes de caractères | points de code       | descriptions                                                  |
| --------- | --------------- | --------------------- | -------------------- | ------------------------------------------------------------- |
| capitale  | Ũ̌               | U◌̃◌̌                   | U+0055 U+0303 U+030C | lettre majuscule latine u diacritique tilde diacritique caron |
| minuscule | ũ̌               | u◌̃◌̌                   | U+0075 U+0303 U+030C | lettre minuscule latine u diacritique tilde diacritique caron |